# Philagra tongoides
Philagra tongoides är en insektsart som beskrevs av George Willis Kirkaldy 1909. Philagra tongoides ingår i släktet Philagra och familjen spottstritar. Inga underarter finns listade i Catalogue of Life.